# Арановская, Алла Львовна
Алла Львовна Арановская — советская и российская скрипачка.

## Биография
Родилась в Ленинграде 30 августа 1958 года.
Алла Арановская родилась 30 августа 1958 года. Училась в детской музыкальной школе им. С. С. Ляховицкой, окончила Музыкальное училище имени Римского-Корсакова и Ленинградскую консерваторию. Играла в оркестре Кировского театра. Победительница Седьмого Всероссийского конкурса скрипачей в Казани (1985). Совместно сo скрипачкой Аллой . Горяиновой, альтистом Андреем Догадиным и виолончелистом Леонидом Шукаевым создала струнный квартет Ленинградской консерватории имени Римского-Корсакова (позднее названый «Санкт-Петербург»), ставший лауреатом Всесоюзного конкурса струнных квартетов (1987), Первого конкурса струнных квартетов имени Шостаковича (1987), конкурса камерных ансамблей Мин-Он в Токио  (1989), конкурса камерных ансамблей "Премия Витторио Гуи" (1989), международного конкурса камерных ансамблей в Мельбурне (Австралия, 1991)

В 1995 году Квартет был номинирован на премию Грэмми Архивная копия от 9 февраля 2022 на Wayback Machine.
Ансамбль вошёл в книгу американского издательства "Strings" (2000), в которой были представлены десять лучших квартетов XXI века. С 1987 по 1999 год преподавала в Ленинградской (ныне Санкт-Петербургская) консерватории. Воспитала лауреатов международных конкурсов (Даниил Австрих, Анита Мишукова, Мария Бессмельцева, Юлия Сахарова), концертмейстера Гамбургского симфонического оркестра и Mюнхенского радио оркестра Максима Косинова и многих других. С конца 1990-х годов работала в США, в  Оберлинской консерватории (Огайо).
г.Арановская  - первая скрипка квартета «Санкт-Петербург», который, гастролируя по всему миру, за тридцать пять лет существования дал более пяти тысяч концертов. С 2009 года Алла проводит ежегодные мастер-курсы по всему миру. В 2016 году концерты и мастер-классы проекта прошли в Астрахани, Санкт-Петербурге, Москве, Ташкенте, Омске и в десяти городах США. Концерт проекта "Русские размышления" был удостоен признания Конгресса СШA (сентябрь 2016 года).
Алла  Арановская ведёт активную просветительскую деятельность по восстановлению  истории и биографии педагога, создателя русской и мировой скрипичной школы Леопольда Ауэра, в 2013 году организовала общество его имени, а с 2014 года является организатором  Международного конкурса скрипачей и квартетов имени Леопольда Ауэра.

В 2022 году в Санкт-Петербурге пройдет уже Восьмой конкурс, в котором примут участие скрипачи и ансамбли со всего мира. 
Негативно отзывается о политическом курсе Российской Федерации и о курсе президента России В. В. Путина.
Ведёт активную просветительскую деятельность по восстановлению  истории и биографии педагога, создателя русской и мировой скрипичной школы Леопольда Ауэра, в 2013 году организовала общество его имени, а с 2014 года входит в жюри «Международного конкурса скрипачей и квартетов имени Леопольда Ауэра Архивная копия от 18 февраля 2022 на Wayback Machine». Печатается в русских и американских журналах.